# Laterns
Laterns est une commune autrichienne du district de Feldkirch dans le Vorarlberg.